# 鳥海浩輔・前野智昭の大人のトリセツ
『鳥海浩輔・前野智昭の大人のトリセツ』（とりうみこうすけ・まえのともあきのおとなのトリセツ）は、2018年4月4日から9月19日まで隔週（『西山宏太朗の健僕ピース!』と交互）、TOKYO MX（エムキャス対応）で放送されていたバラエティ番組。略称「鳥セツ」。
第2期が2019年4月3日から6月26日まで放送されていた。同年4月13日19時から19時30分まで、dTVチャンネル「タビテレ」でも配信されている。

## 内容
鳥海浩輔と前野智昭が様々なゲストと共に、“大人のたしなみ”を楽しみ、教える番組。番組後編の最後に、鳥海がゲストをどう感じたか、ゲストのトリセツを発表する。『江口拓也の俺たちだってもっと癒されたい! 特別編〜金沢の旅〜』に出演したことをきっかけに番組が誕生した、スピンオフ番組。
第5回から第10回までのナレーションは、梅原が病気療養で休業していたため、森川智之が担当。

## 放送リスト

### 第1期
| 回 | 放送日 | 放送日  | 内容（来訪地、施設）                                                                                    | ゲスト       |
| -- | ------ | ------- | --- | ------------ |
| 1  | 2018年 | 4月4日  | 珈琲（炭火自家焙煎珈琲 千茶古〜ちゃこ〜） ウイスキー工場を見学&試飲 （ベンチャーウイスキー 秩父蒸溜所） | 江口拓也     |
| 2  | 2018年 | 4月18日 | くるみそば（わへいそば） ハイボール（BAR Te・Airigh（チェアリー））                                     | 江口拓也     |
| 3  | 2018年 | 5月2日  | コーヒー（かうひいや カファブンナ） ゴルフレッスン（ゴルフテック六本木）                                | 下野紘       |
| 4  | 2018年 | 5月16日 | 会食料理（美食米門 六本木） ハイボール、湯豆腐（癒やしリスニングBAR ねむねむ）                          | 下野紘       |
| 5  | 2018年 | 5月30日 | コーヒー（ノーディーゴールド） 革靴の磨き方（GMT FACTORY アコルデ代々木上原店）                         | 寺島拓篤     |
| 6  | 2018年 | 6月13日 | お好み焼き、おつまみ（鉄板焼よしむら） ハイボール、おつまみ（癒やしリスニングBAR ねむねむ）             | 寺島拓篤     |
| 7  | 2018年 | 6月27日 | 珈琲（珈琲館&サルーン 騎士道） マスク（仮面屋おもて）                                                   | 花江夏樹     |
| 8  | 2018年 | 7月11日 | フランス料理（L'ESSOR） ハイボール、おつまみ（癒やしリスニングBAR ねむねむ）                            | 花江夏樹     |
| 9  | 2018年 | 7月25日 | 珈琲（備屋珈琲店 恵比寿店） ボディメンテナンス（Dr.ストレッチ 新宿メトロ店）                            | 森久保祥太郎 |
| 10 | 2018年 | 8月8日  | 熟成肉、サラダ、お酒（勘之丞） ハイボール、おつまみ（癒やしリスニングBAR ねむねむ）                     | 森久保祥太郎 |
| 11 | 2018年 | 8月22日 | コーヒー（RAINBOW BIRD RENDEZVOUS） ビリッカー（ファンスポーツ協会）                                    | 吉野裕行     |
| 12 | 2018年 | 9月5日  | イベリコ豚（IBERICO-YA 六本木店） ハイボール、カレー（癒やしリスニングBAR ねむねむ）                    | 吉野裕行     |
| 13 | 2018年 | 9月19日 | 総集編（未公開映像）                                                                                    |              |

### 第2期
| 回 | 放送日 | 放送日  | 内容（来訪地、施設）                                                                                            | ゲスト     |
| -- | ------ | ------- | --- | ---------- |
| 1  | 2019年 | 4月3日  | コーヒー（cafe&dining APPARTEMENT +301+） シミュレーションゴルフ （ゴルフバー&ダイニング 新橋ゴルフスタジオ）   | 森川智之   |
| 2  | 2019年 | 4月10日 | シェフのおまかせコース（Restaurant Yoshi's High） ハイボール、大根の豚バラ巻き （癒やしリスニングBAR ねむねむ） | 森川智之   |
| 3  | 2019年 | 4月17日 | 珈琲（CoCoLo cafe）収穫体験（農業公園 ぽんぽこ村）                                                              | 鈴村健一   |
| 4  | 2019年 | 4月24日 | 蕎麦打ち体験（手打ち蕎麦 やなか） 北海道産牛イチボ ローストビーフ （癒やしリスニングBAR ねむねむ）              | 鈴村健一   |
| 5  | 2019年 | 5月1日  | 珈琲、乗馬馬（カフェ マリヤの風）                                                                               | 石川界人   |
| 6  | 2019年 | 5月8日  | 自家製レバーパテ、焼鳥（とり彌） サツマイモのブランデートリュフ、ハイボール （癒やしリスニングBAR ねむねむ）    | 石川界人   |
| 7  | 2019年 | 5月15日 | 珈琲（アロハテーブル 大崎） パイロット体験（Flight Simulator Skyart JAPAN）                                     | 島﨑信長   |
| 8  | 2019年 | 5月22日 | ラクレットチーズコース（ヨーロピアンダイニングビッテ）                                                          | 島﨑信長   |
| 9  | 2019年 | 5月29日 | 珈琲（ミルリトンカフェ） ドローン操縦体験（DJI ARENA by JDRONE. TOKYO）                                         | 諏訪部順一 |
| 10 | 2019年 | 6月5日  | 豚肉料理（豚小家）ハイボール、蒲鉾とアボカドの柚子胡椒ソース （癒やしリスニングBAR ねむねむ）                   | 諏訪部順一 |
| 11 | 2019年 | 6月12日 | 珈琲（attic room SHINJUKU）ドライブ サンドイッチ（CAMELBACK sandwich&espresso）                                 | 黒田崇矢   |
| 12 | 2019年 | 6月19日 | 石垣牛（日本料理 徳）馬肉サラミチーズ、ハイボール （癒やしリスニングBAR ねむねむ）                              | 黒田崇矢   |
| 13 | 2019年 | 6月26日 | 総集編（未公開映像）                                                                                            |            |

## スタッフ
| キャラクターデザイン        | ひこねのりお                                                                                                   |
| 音楽プロデューサー          | 伊藤圭一（ケイ・アイ・エム）                                                                                   |
| 音楽制作                    | Kim Studio |
| 音楽制作協力                | 美しの里プロジェクト                                                                                           |
| ロゴデザイン                | 金子真理（ムービック）                                                                                         |
| オフィシャルスチール        | 遠山高広 |
| CAM                         | 第1期：吉田孝之、佐野孝治、山本和明（マリポーサカンパニー） 諸頭昇、木村仁 第2期：長谷川浩基、鈴木潤、太齋貴宏 |
| 音声                        | 大森秀紀、相田義敦、横手友昭、奥山雅章（マリポーサカンパニー）北林裕和、山谷明彦                               |
| VE                          | 第1期：佐野孝治（マリポーサカンパニー） 第2期：冨成英貴、田原裕太                                              |
| CA                          | 北川弦己（マリポーサカンパニー）                                                                               |
| 撮影・技術                  | マリポーサカンパニー                                                                                           |
| 音響効果/MA                 | 澤田雅和 |
| 編集                        | 第1期：スタジオミック 第2期：エムスタ                                                                          |
| ヘアメイク                  | 第1期：三田彩聖、久木田梨花（アートメイク・トキ）矢崎麻衣 第2期：三田彩聖（アートメイク・トキ）                |
| キャスティング              | 大坪絢（デルファイサウンド）                                                                                   |
| 企画                        | 大村恵一（ムービック）                                                                                         |
| 宣伝                        | 奥村寿代（ムービック）                                                                                         |
| 公式サイト制作              | 第1期：豊沢篤志（ムービック）第2期：公文瞳（ムービック）                                                       |
| グッズ制作                  | 南雲晋吾、佐藤可奈子、杉村ひろみ、清水栞（ムービック）                                                         |
| ライセンス                  | 第1期：總崎智章、工藤友勝（ムービック） 第2期：工藤友勝（ムービック）                                          |
| CGデザイン                  | ロリレイ |
| AD                          | 第1期：諸富夏姫、布施洸亮（TimeWarp） 第2期：布施洸亮、水野美萌沙、武藤美依（アイスクユウスク）                |
| ディレクター                | 第1期：佐藤貴亮、鷲澤健太、中谷真規、吉野聡（TimeWarp） 第2期：佐藤貴亮（アイスクユウスク）鷲澤健太            |
| 総合演出/番組プロデューサー | 第1期：大藏元宣（TimeWarp） 第2期：大藏元宣（アイスクユウスク）                                                |
| プロデューサー              | 青木寿江、伊藤桃香（ムービック）                                                                               |
| 制作                        | 第1期：TimeWarp 第2期：アイスクユウスク                                                                        |
| 製作                        | movic |
| 製作著作                    | movin★on |

## 関連商品

### CD
- 「恋してMoonlight／伝説のSweetie」鳥海浩輔&前野智昭〈作詞・作曲・編曲/黒石ひとみ〉（2018年6月15日）[8]
- 「It's Showtime!／Take me to your dream」鳥海浩輔&前野智昭〈作詞・作曲・編曲/黒石ひとみ〉（2019年5月17日）[2]

### DVD
| 巻                                       | 発売日                             | 収録回                             | 備考                                                                                                | 規格品番                           |
| 巻                                       | 発売日                             | 収録回                             | 備考                                                                                                | 特装版                             |
| 鳥海浩輔・前野智昭の大人のトリセツ       | 鳥海浩輔・前野智昭の大人のトリセツ | 鳥海浩輔・前野智昭の大人のトリセツ | 鳥海浩輔・前野智昭の大人のトリセツ                                                                  | 鳥海浩輔・前野智昭の大人のトリセツ |
| ---------------------------------------- | ---------------------------------- | ---------------------------------- | --------------------------------------------------------------------------------------------------- | ---------------------------------- |
| 1                                        | 2018年 8月24日                     | #1 - 3                             | 「鳥海浩輔&前野智昭の大人のふたり旅」（福岡）#1 未公開映像、メイキング映像                          | MOVC-212                           |
| 2                                        | 2018年 9月28日                     | #4 - 6                             | 「鳥海浩輔&前野智昭の大人のふたり旅」（福岡） #2 未公開映像、メイキング映像                         | MOVC-213                           |
| 3                                        | 2018年 10月26日                    | #7 - 9                             | 「鳥海浩輔&前野智昭の大人のふたり旅」（福岡） #3 未公開映像、メイキング映像                         | MOVC-214                           |
| 4                                        | 2018年 11月30日                    | #10 - 12                           | 「鳥海浩輔&前野智昭の大人のふたり旅」（福岡） #4 未公開映像、メイキング映像                         | MOVC-215                           |
| 鳥海浩輔・前野智昭の大人のトリセツ 第2期 |                                    |                                    | |                                    |
| 1                                        | 2019年 6月21日                     | #1 - 3                             | 「鳥海浩輔&前野智昭の大人のふたり旅2」（北海道）#1 「It's Showtime!」MV、未公開映像、メイキング映像 | MOVC-273                           |
| 2                                        | 2019年 7月26日                     | #4 - 6                             | 「鳥海浩輔&前野智昭の大人のふたり旅2」（北海道） #2 未公開映像、メイキング映像                      | MOVC-274                           |
| 3                                        | 2019年 8月30日                     | #7 - 9                             | 「鳥海浩輔&前野智昭の大人のふたり旅2」（北海道） #3 未公開映像、メイキング映像                      | MOVC-275                           |
| 4                                        | 2019年 9月27日                     | #10 - 12                           | 「鳥海浩輔&前野智昭の大人のふたり旅2」（北海道） #4 未公開映像、メイキング映像                      | MOVC-276                           |
| 特別編 〜鳥セツ杯〜                      | 2020年 5月15日                     |                                    | ゲストの森川智之、檜山修之と バーチャルゴルフとお酒とお肉を堪能                                     | MOVC-302                           |

## イベント
- 鳥海浩輔・前野智昭の大人のトリセツ DVD発売記念イベント（2019年3月16日、よみうりランド 日テレらんらんホール）[2]
- 鳥海浩輔・前野智昭の大人のトリセツ 第2期 DVD発売記念イベント（2019年11月3日、久喜総合文化会館）[22][23]